# ايلكين بلانكو
ايلكين بلانكو (بالإسبانية: Elkin Blanco)‏ (5 سبتمبر 1989 في كولومبيا - ) هو لاعب كرة قدم كولومبي في مركز الوسط. لعب مع أونس كالداس ونادي شريف تيراسبول ونادي ميلوناريوس وTigres ‏.

## وصلات خارجية
- ايلكين بلانكو على موقع الاتحاد الأوربي (الإنجليزية)
- ايلكين بلانكو على موقع قاعدة بيانات كرة القدم.إي يو (الإنجليزية)
- ايلكين بلانكو على موقع Soccerway.com (الإنجليزية)
- ايلكين بلانكو على موقع AS.com (الإسبانية)